# Seznam Rotary klubov v Sloveniji
Seznam Rotary klubov v Sloveniji.

### A
- Rotary klub Ajdovščina

### B
- Rotary klub Bled

### C
- Rotary klub Celje
- Rotary klub Celje Barbara Celjska

### E
- Rotary klub Čatež

### D
- Rotary klub Dolenjske Toplice
- Rotary klub Domžale

### G
- Rotary klub Grosuplje

### I
- Rotary klub Idrija

### K
- Rotary klub Kamnik
- Rotary klub Kočevje
- Rotary klub Koper
- Rotary klub Koper Academia Litoralis
- Rotary klub Kranj

### L
- Rotary klub Ljubljana[2]
- Rotary klub Ljubljana Barje
- Rotary klub Ljubljana Carniola
- Rotary klub Ljubljana Center
- Rotary klub Ljubljana Emona
- Rotary klub Ljubljana Golf Ilirija
- Rotary klub Ljubljana Grad
- Rotary klub Ljubljana Julija
- Rotary klub Ljubljana Nike
- Rotary klub Ljubljana Šiška
- Rotary klub Ljubljana Tivoli
- Rotary klub Ljubljana Triglav
- Rotary klub Ljubljana UNITY
- Rotary klub Ljubljana 25
- Rotary klub Logatec

### M
- Rotary klub Maribor
- Rotary klub Maribor Grad
- Rotary klub Maribor Lent
- Rotary klub Maribor Park
- Rotary klub Martjanci
- Rotary klub Medvode
- Rotary klub Medana Goriška

### N
- Rotary klub Nova Gorica
- Rotary klub Novo mesto

### P
- Rotary klub Portorož
- Rotary klub Ptuj
- Rotary klub Postojna Cerknica

### S
- Rotary klub Semič Bela krajina
- Rotary klub Sevnica
- Rotary klub Slovenj Gradec
- Rotary klub Solkan Siliganum

### Š
- Rotary klub Škofja Loka

### T
- Rotary klub Tržič Naklo

### V
- Rotary klub Velenje

### Z
- Rotary klub Zagorje Kum
- Rotary klub Zgornji Brnik

### Ž
- Rotary klub Žalec[3]